# Віконт Чарлемонт

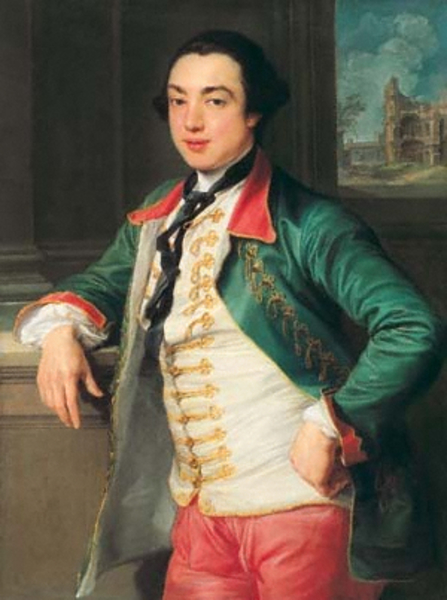
Джеймс Колфільд – І граф Чарлемонт. Худ. Пампео Батоні.

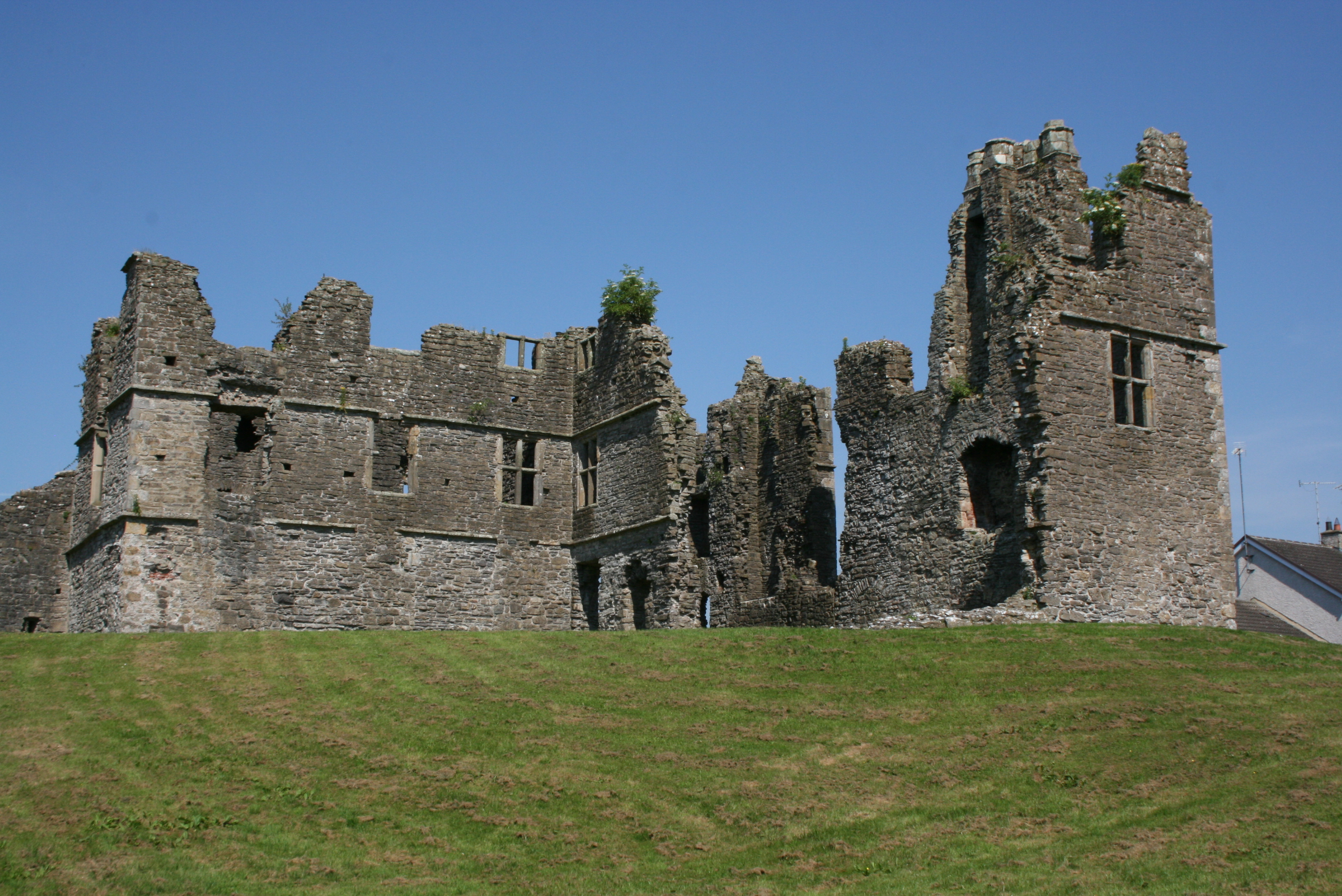
Руїни замку Колфільд, Тірон, Ірландія.

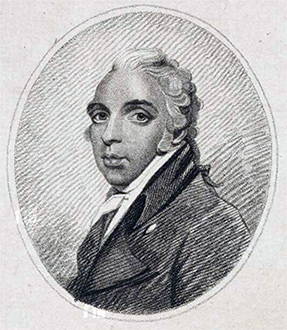
Френсіс Колфільд – ІІ граф Чарлемонт.

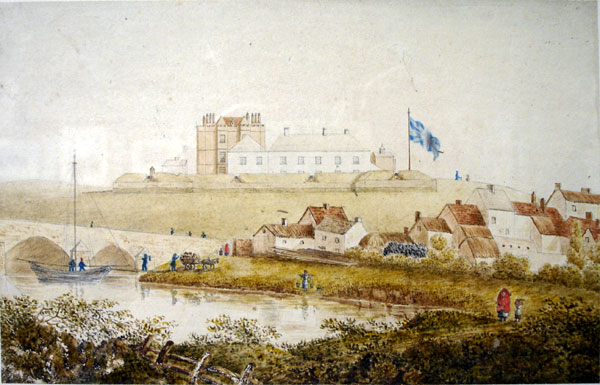
Замок Чарлемонт-Форт, Арма, Ірландія.

Віконт Чарлемонт (англ. - Viscount Charlemont) – аристократичний титул в перстві Ірландії. 

## Історія віконтів Чарлемонт
Титул віконт Чарлемонт був створений в перстві Ірландії в 1665 році для Вільяма Колфільда – V барона Чарлемонт. Родина Колфільд походить від сера Тобі Колфільда, що був родом з Оксфордширу, Англія. Він був відомим військовим, став депутатом Палати громад парламенту Ірландії і представляв графство Арма. У 1620 році він отримав титули лорда Колфільд та барона Чарлемонт  в перстві Ірландії з правом успадкування титулу нащадками сера Вільяма Колфільда та нащадками його племінника. Титул успадкував саме його племінник, що став ІІ бароном Чарлемонт. Його син успадкував титули і став ІІІ бароном Чарлемонт. Він брав усть у «Війні трьох королівств» і був розстріляний у 1642 році за наказом сера Феліма О’Ніла – одного з лідерів повстання за незалежність Ірландії. Його молодший брат успадкував титул, став V бароном Чарлемонт вбив Феліма О’Ніла помстившись за смерть брата. У 1665 році він отримав титул віконта Чарлемонт в перстві Ірландії. Його син успадкував титул і став ІІ віконтом Чарлемонт. Він ворогував з королем Англії Яковом ІІ, втратив титули, які потім повернув йому король Англії Вільям ІІІ, що переміг армії короля Якова ІІ.  Син ІІ віконта – ІІІ віконт Чарлемонт став депутатом парламенту Ірландії і представляв Чарлемонт. Ситул успадкував його син, що став IV віконтом Чарлемонт. У 1763 році він отримав титул графа Чарлемонт в перстві Ірландії.  Його старший син став депутатом Палати лордів парламенту Об’єднаного Королівства Великобританії та Ірландії, представляв Ірландію в 1806 – 1863 роках. У 1837 році він отримав титул барона Чарлемонт з Чарлемонта, що в графстві Арма в перстві Великобританії з правом успадкувати титул його молодшим братом ясновельможним Генрі Колфільдом і його нащадками чоловічої статі. Пізніше він одержав посаду лорд-лейтенанта графства Тірон (Тір Еогайн) і обіймав цю посаду в 1839 – 1863 роках. Титули успадкував його племінник, що став ІІІ графом Чарлемонт. Він був депутатом Палати лордів парламенту, належав до ліберальної партії, представляв графство Арма в 1849 – 1864 роках та графство Тірон у 1864 – 1892 роках. 
Після його смерті титули графа та барона Чарлемент перства Великобританії зникли, а ірландські титули успадкував його родич, що став VII віконтом Чарлемонт. Він п’ятим сином ІІ віконта Чарлемент. Титул успадкував його племінник, що став VIII віконтом Чарлемонт. Він був сенатором Північної Ірландії в 1925 – 1937 роках, володів посадами міністра освіти та керівника сенату Північної Ірландії в 1926 – 1937 роках. Він був депутатом Палати лордів парламенту Великобританії як представник Ірландії в 1918 – 1949 роках. Після його смерті ця лінія родини обірвалася. Титул успадкував його родич, що став ІХ віконтом Чарлемонт. Він був онуком Джеймса Колфільда  - другого сина преподобного Ганса Колфільда. Після смерті його молодшого брата – ХІІ віконта Чарлемонт у 1979 році  ця лінія родини також обірвалася. Титул успадкував його родич, що став ХІІІ віконтом Чарлемонт. Він був старшим сином преподобного Вілберфорса Колфільда – четвертого сина преподобного Ганса Колфільда. Титул успадкував його племінник, що став XIV віконтом Чарлемонт.
На сьогодні титулом володіє його син, що став XV віконтом Чарлемонт у 2001 році. Він нині живе в Канаді.  
Серед родичів віконтів Чарлемонт слід згадати Томаса – сина ІІ барона Чарлемонт, що став депутатом парламенту від Чарлемонта. Його син теж став депутатом парламенту від Талск. Його сини – Томас, Тобі, Сент-Джордж теж стали депутатами парламенту і представляли Талск. Сент-Джордж був успішним адвокатом і завершив свою кар’єру на посаді лорд-судді Ірландії. Джон – син І віконта Чарлемонт був депутатом парламенту від Чарлемонта. Френсіс – син ІІІ віконта Чарлемонт був депутатом парламенту від графства Арма. 
Родинними гніздами віконтів Чарлемонт був замок Роксборо, що поблизу селища Мой, графство Тірон та замок Чарлемонт, що поблизу селища Чарлемонт, графство Арма.

## Барони Колфільд з Чарлемонту (1620)
- Тобі Колфільд (1565 – 1627) – І барон Колфільд
- Вільям Колфільд (1587 – 1640) – ІІ барон Колфейлд
- Тобі Колфільд (1621 – 1642) – ІІІ барон Колфільд
- Роберт Колфільд (1622 – 1642) – IV барон Колфільд
- Вільям Колфільд (1624 – 1671) – V барон Колфільд (отримав титул віконта Чарлемонт у 1665 році)

## Віконти Чарлемонт (1665)
- Вільям Колфільд (пом. 1671) – І віконт Чарлемонт
- Вільям Колфільд (пом. 1726) – ІІ віконт Чарлемонт
- Джеймс Колфільд (1682 – 1734) – ІІІ віконт Чарлемонт
- Джеймс Колфільд (1728 – 1799) – IV віконт Чарлемонт (отримав титул графа Чарлемонт у 1763 році)
- Джеймс Альфред Колфільд (1830 – 1913) – VII віконт Чарлемонт
- Джеймс Едвард Колфільд (1880 – 1949) – VIII віконт Чарлемонт
- Чарльз Едвард Сент-Джордж Колфільд (1887 – 1962) – IX віконт Чарлемонт
- Роберт Тобі Сент-Джордж Колфільд (1881 – 1967) – X віконт Чарлемонт
- Чарльз Сент-Джордж Колфільд (1884 – 1971) – XI віконт Чарлемонт
- Річард Сент-Джордж Колфільд (1887 – 1979) – XII віконт Чарлемонт
- Чарльз Вілберфорс Колфільд (1899 – 1985) – XIII віконт Чарлемонт
- Джон Дей Колфільд (1934 – 2001) – XIV віконт Чарлемонт
- Джон Додд Колфільд (1966 р. н.) – XV віконт Чарлемонт

Спадкоємцем є син теперішнього власника Хон. Шейн Ендрю Колфільд (1996 р. н.).

## Графи Чарлемонт (1763)
- Джеймс Колфільд (1728 – 1799) – І граф Чарлемонт, IV віконт Чарлемонт
- Френсіс Вільям Колфільд (1775 – 1863) – ІІ граф Чарлемонт, V віконт Чарлемонт
- Джеймс Моліно Колфільд (1820 – 1892) – ІІІ граф Чарлемонт, VI віконт Чарлемонт